# Museu islandès del Rock'n'Roll
El Museu islandès del Rock'n'Roll (Rokksafn Íslands en islandès) es troba al palau de congressos i concerts de Hljómahöll, a Reykjanesbær. Va ser inaugurat el 5 d'abril de 2014.
El museu mostra la història de la música pop i rock d'Islàndia des de 1830 fins a l'actualitat. Els visitants poden, a més, aprofundir en la història de cada artista i sentir la seva música a través de l'app per a tauletes. El museu té a més un soundlab on els visitants poden provar ells mateixos els instruments.
Alguns dels artistes que s'hi mostren són Björk, Sigur Rós, Of Monsters and Men, Hljómar, Hjaltalín i Mugison.
El 15 de març de 2015 el museu va inaugurar la seva primera exposició, que incloïa l'artista islandès Páll Óskar Hjálmtýsson (també conegut com a Paul Oscar. L'exposició duia per títol "Einkasafn poppstjörnu" (La col·lecció privada d'una estrella del pop en islandès) i presentava la seva carrera musical cronològicament, una taula de mescles que el públic podia usar, un karaoke i unes 40 peces de roba que l'artista havia usat en la seva trajectòria. La peça més antiga, que datava de 1991, la va portar Páll Óskar quan va actuar al Rocky Horror Show amb Menntaskólinn við Hamrahlíð. L'exposició és explicada per Páll Óskar en fragments de vídeo.